# Bugutu
Bugutu (kinesiska: 布古图, 布古图苏木) är en socken i Kina. Den ligger i den autonoma regionen Inre Mongoliet, i den norra delen av landet, omkring 550 kilometer sydväst om regionhuvudstaden Hohhot.
Genomsnittlig årsnederbörd är 301 millimeter. Den regnigaste månaden är juli, med i genomsnitt 72 mm nederbörd, och den torraste är december, med 1 mm nederbörd.